# Abdiwahid Elmi Gonjeh
Abdiwahid Elmi Gonjeh (en somalí Cabdiwaahid Elmi Goonjeh y en árabe وحيد عبدي علمي غونجاه) es un político somalí que ocupó de forma interina el cargo de primer ministro de Somalia desde septiembre de 2010 tras la renuncia de Omar Abdirashid Ali Sharmarke, hasta octubre del mismo año. Elmi Gonjeh participó en el gabinete de Ali Sharmarke como ministro de Gobierno. El 14 de octubre el presidente Sharif Ahmed designó al nuevo primer ministro, Mohamed Abdullahi Mohamed, pero Elmi Gonjeh siguió en el cargo hasta la formación del nuevo gobierno.
En 2012 se presentó a las elecciones presidenciales pero solo recibió el voto de tres diputados y no pasó a la segunda ronda que ganó Hassan Sheikh Mohamud.